# Poprsnica
Popŕsnica, pŕsna mréna ali plévra je serozna mrena, ki pokriva površino pljuč in notranjost prsne votline. Vsako pljučno krilo obdajata dve serozni mreni, stenska in drobovna poprsnic, ki se tesno prilegata in oklepata poprsnično (plevralno) votlino. V poprsnični votlini se nahaja le nekaj mililitrov na tanko razporejene serozne tekočine, ki zmanjšuje trenje obeh seroznih mren med dihanjem. Stenska poprsnica je zelo občutljiva na bolečino, medtem ko drobovna poprsnica ni, saj ne vsebuje senzoričnih živcev.

## Delitev
Deli se na:
- drobovno poprsnico, popljučnico ali drobovno (visceralno) plevro (del poprsnice, ki pokriva površino pljuč)
- stensko poprsnico ali stensko (parietalno) plevro (del poprsnice, ki obdaja notranjo steno prsne votline, medpljučje in prsno površino trebušne prepone)
  - rebrno mreno, porebrnico ali rebrno (kostalno) plevro (del stenske poprsnice, ki pokriva notranjo površino reber in medrebrnih prostorov)
  - medpljučno poprsnico ali medpljučno (mediastinalno) plevro (del stenske poprsnice, ki tvori lateralni steni medpljučja)
  - preponsko poprsnico ali preponsko (diafragmalno) plevro (del stenske poprsnice, ki pokriva trebušno prepono)

## Vloga
Zaradi prožnosti pljučnega tkiva težijo pljuča h kolapsu, prsni koš pa teži k razširitvi, zato se v poprsnični votlini ustvarja negativni tlak. Le-ta z vlekom omogoča, da se láhko in prožno pljučno tkivo med dihanjem pasivno razteza in krči hkrati s povečanjem zmanjšanjem prostornine prsega koša.